# Murs, Indre
Murs är en kommun i departementet Indre i regionen Centre-Val de Loire i de centrala delarna av Frankrike. Kommunen ligger i kantonen Châtillon-sur-Indre som tillhör arrondissementet Châteauroux. År 2022 hade Murs 122 invånare.

## Befolkningsutveckling
Antalet invånare i kommunen Murs
Referens:INSEE